# Gerti Möller

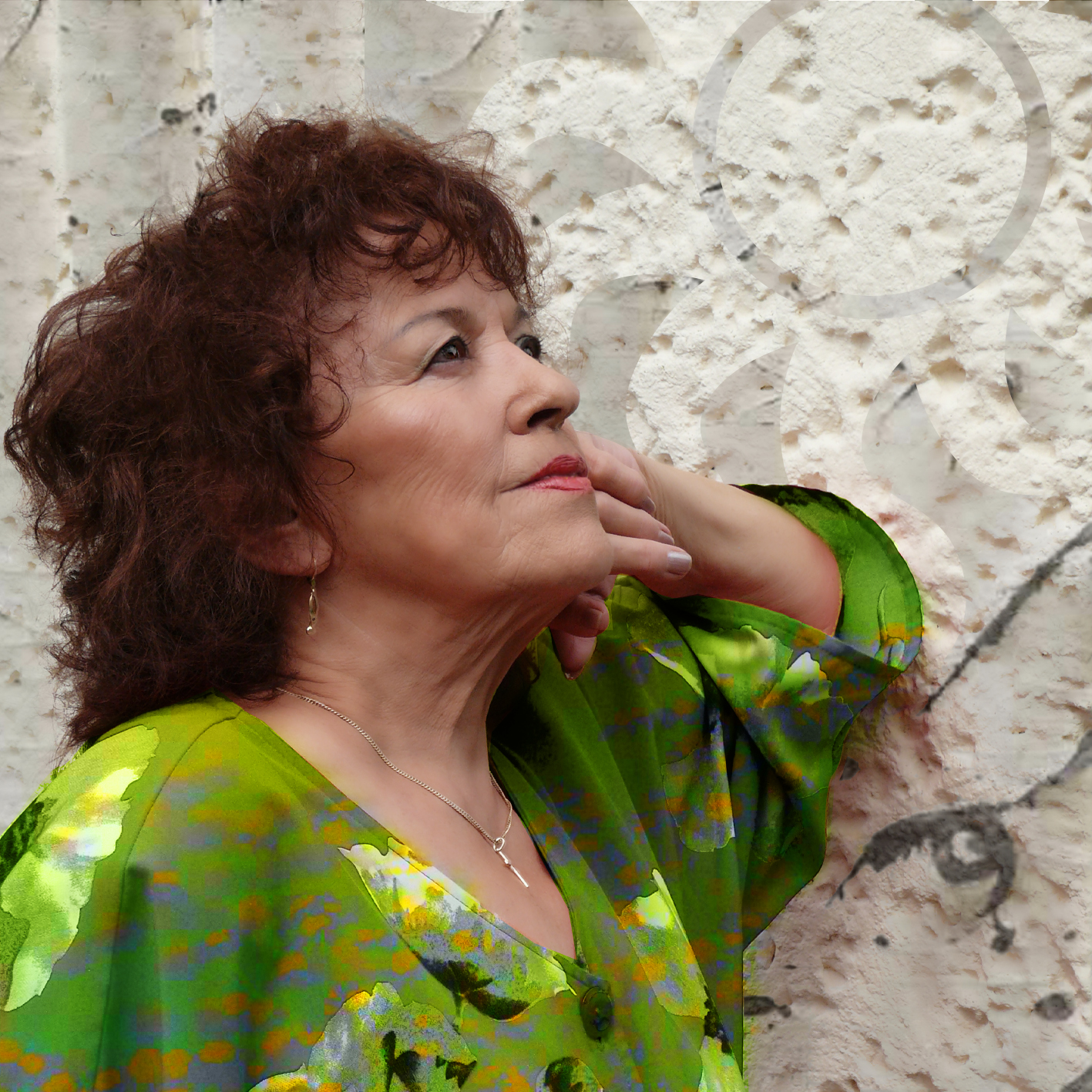
Gerti Möller in Berlin (2010)

Gerti Möller (* 30. Oktober 1930 in Meuselbach, Thüringen) ist eine deutsche Schlager-, Rock- und Chansonsängerin. In den 1960er bis 1980er Jahren wirkte sie auch als Schauspielerin in etlichen Fernseh- (Deutscher Fernsehfunk) und DEFA-Produktionen sowie in Musicals mit. Sie ist in zweiter Ehe von Horst Krüger geschieden und lebt heute in Berlin-Buchholz.

## Musikalische Entwicklung
Gerti Möller begann mit 16 Jahren eine zweijährige Gesangsausbildung, nahm an einem Gesangswettbewerb erfolgreich teil und erhielt daraufhin ein Engagement als Sängerin beim Wolfgang-Brandenstein-Ensemble. 1959 gründete sie gemeinsam mit Gerd Michaelis die Gesangsgruppe Basaris, sang später bei den Babsis und im Gerd Michaelis Chor ersang sie einen ihrer größten Erfolge mit Blau ist die Nacht. Einem größeren Fernsehpublikum wurde Gerti Möller als Solointerpretin beim Schlagerwettbewerb der DDR 1967 bekannt, als sie mit dem Jürgen-Hermann-Titel Sag den 3. Platz erreichte. 1968 holte Horst Krüger sie in seine Formation, die Horst-Krüger-Band. Bei dieser Band vollzog sie den Wandel von einer beatbetonten Tanzmusik hin zur liedhaften Rockmusik. In dem DEFA-Film Heißer Sommer hatte sie die Gesangsrolle der Brit.
Sie begleitete zweistimmig auch die Auftritte des Tanzduos Emöke Pöstenyi und Susan Baker in Ein Kessel Buntes.
Im DEFA-Musikfilm Die Chansonreise spielte und sang Gerti Möller 1971 an der Seite des französischen Modedesigners, Schauspielers und Sänger Jean-Claude Pascal, gemeinsam mit Angelika Domröse und Gisela May. 1973 wirkte sie in der TV-Produktion Landgang nach Meißen – Ein musikalisches Unterhaltungsmärchen für Erwachsene mit.
Als Krüger 1973 die Band auflöste, gründete Gerti Möller den Chor Unternehmen Münchehofe. 1979 erhielt sie die Hauptrolle in der einzigen deutschen Rockoper Rosa Laub am Volkstheater in Rostock. Obwohl alle Beteiligten mit diesem Projekt Neuland beschritten, wurde es ein voller Erfolg. Nicht nur die Premiere, sondern auch alle weiteren Aufführungen waren ausverkauft. 1983 nahm das Volkstheater Rostock die Rockoper ein zweites Mal in den Spielplan auf.
In den 1980er Jahren trat Gerti Möller vor allem als Chansonsängerin und zusammen mit der Band Krakatoa aus Frankfurt (Oder) im In- und Ausland auf. Mit dem Wechsel der musikalischen Stilrichtung produzierte sie auch ihre einzige Solo-LP Ich bin eine Frau bei dem Label Amiga, dafür wurden auch Auftritte in Paris eingespielt.
Im Berliner Friedrichstadtpalast hatte sie erfolgreiche Auftritte, 1990 unter anderem in der Revue Kiek ma an neben Helga Hahnemann, Alfred Struwe und Alfred Müller. Auch trat sie in Live-Programmen mit Manfred Krug, Frank Zander, Roy Black und Roberto Blanco auf. International war sie mit ihren Liedern und Programmen unter anderem in Algerien, Tunesien, Frankreich, Bulgarien, Polen, Russland, Usbekistan und Kasachstan aufgetreten.
Nach der Wende startete Gerti Möller in den 1990er Jahren ihr Live-Programm Zwei falsche Fuffziger und war damit bis Mitte der 2000er Jahre mit dieser Show auf Tour. Seit 2010 ist sie mit der Show Zwei wie wir (gemeinsam mit Horst Krüger) und dem Berlin-Programm Det is Berlin live unterwegs.
2014 wirkte sie im Kulturprojekt Snow White als böse Königin mit. 2015 folgten weitere Aufführungen.

## Musikproduktionen
Mit Gerti Möller entstanden zahlreiche Rundfunkproduktionen sowie Singles und Langspielplatten mit dem Gerd-Michaelis-Chor und der Horst-Krüger-Band. Mit dem Unternehmen Münchehofe ist Möller unter anderem auf den LP Circulus von Holger Biege, Sag ihr auch von Gerd Christian und Frank International von Frank Schöbel zu hören. Ihre großen Solo-Erfolge sind die Titel Sand im Schuh, Als die Sonne kam, Herzen haben keine Fenster, Fahre weiter, Solo im Zigarettenrauch und Einsamkeit. Zur TV-Serie Das unsichtbare Visier wirkte sie am Soundtrack mit. Sie sang den Titelsong zum DFF-Mehrteiler Drei reizende Schwestern, welcher von Gerhard Siebholz komponiert wurde. Auf der CD Swingin' Ballads von Uschi Brüning, die 2005 erschien, ist sie beteiligt.
Am 13. Juni 2009 feierte ihr Titel Mein Taxi wartet schon Premiere im Berliner Opernpalais Unter den Linden. Im gleichen Jahr produzierte sie das Lied Komm kleine Sarah und 2010 nahm sie den Gerhard-Schöne-Titel Schmuddeltine auf. Kurz nach ihrem 80. Geburtstag präsentierte sie in der MDR-Sendung Hier ab vier eine Neuaufnahme von Hüte den Tag, die für das 2011 geplante Jubiläums-Album vorgesehen ist. In Zusammenarbeit mit Heinz-Jürgen Gottschalk entstand Anfang 2011 das Musikprojekt GENERATION plus und am 1. April 2011 veröffentlichte sie den Titel Sie brauchen Deine Hilfe (in Haiti). Zu ihrem 65. Bühnenjubiläum im Jahr 2011 erschien die Produktion Ich wünsche Dir Zeit.

## Diskografie
(Auswahl)

### Singles
- 1960: So sind die jungen Mädchen (Amiga)
- 1960: Zu schön ist das (Amiga)
- 1967: Sag (Amiga)
- 1968: ... und es fiel Regen (Amiga)
- 1970: Wiedersehen in Varna (Amiga)
- 1970: Sommerlied (Amiga)
- 1974: Auf Wiedersehen, ihr Freunde mein / Herzen haben keine Fenster (Amiga)
- 2011: Hüte den Tag (Version 2011) (Dos Santos Entertainment)
- 2011: Sie brauchen Deine Hilfe (in Haiti) – Duett mit Gotte Gottschalk als GENERATION plus (Dos Santos Entertainment)
- 2011: Ich wünsche Dir Zeit (Dos Santos Entertainment)

### LPs
- 1971: Horst Krüger & Ensemble mit dem Solo-Titel Sand im Schuh und im Duett mit Horst Krüger Dieser Tag ist wie ein Gedicht und Sommerlied (Amiga)
- 1982: Ich bin eine Frau (Amiga)

### Sampler
- 1967: Sag auf Schlager 1967 (Amiga)
- 1968: … und es fiel Regen auf Schlager-Favoriten (Amiga)
- 1968: Dieser Tag ist wie ein Gedicht im Duett mit Horst Krüger auf Schlager-Trümpfe (Amiga)
- 1968: Ein Frühlingstag hat dich gebracht auf Schlager Rendezvous (Amiga)
- 1968: Einsamkeit im Duett mit Horst Krüger auf Schlager aktuell (Amiga)
- 1968: … und es fiel Regen auf AMIGA-EXPRESS 1968 (Amiga)
- 1969: Hüte den Tag auf Schlager per Post (Amiga)
- 1969: Man sagt … auf Schlager im Herbst (Amiga)
- 1969: Wunderbare Zeit auf Schlager nach Wunsch (Amiga)
- 1970: Sonnenschein sind deine Lieder auf Schlager 1970 – Teil 1 (Amiga)
- 1970: Vor uns der Weg auf Schlager 1970 – Teil 2 (Amiga)
- 1971: auf Rendezvous der Sieger (Amiga)
- 1971: Als die Sonne kam auf Rhythmus 71 (Amiga)
- 1971: auf Hallo Dolly (Amiga)
- 1971: Als die Sonne kam auf AMIGA-EXPRESS 1971 (Amiga)
- 1973: auf Bretter, die die Welt bedeuten (Amiga)
- 1974: Solo im Zigarettenrauch auf box Nr. 9 (Amiga)
- 1975: Herzen haben keine Fenster auf 48 Crash (Amiga)
- 1979: Sand im Schuh auf Schlagererinnerungen 1953-1968 (Amiga)
- 1979: Vocalise auf Das unsichtbare Visier – Der Soundtrack (Amiga)
- 1979: auf Musical-Parade (Amiga)
- 1982: auf Horst Krüger – ROSA LAUB – die Rock-Oper (Amiga)
- 1985: Als die Sonne kam auf Ihre größten Erfolge (Amiga)
- 1998: Heisser Sommer mit Fang doch den Sonnenstrahl im Duett mit Frank Schöbel (Amiga/BMG)
- 1999: AMIGA Schlager Archiv mit Einsamkeit im Duett mit Horst Krüger (Amiga/BMG)
- 1999: AMIGA Schlager Archiv mit Als die Sonne kam (Amiga/BMG)
- 2002: Wie ein Stern – Die 40 schönsten Songs zum Frank Schöbel Jubiläum mit Fang doch den Sonnenstrahl im Duett mit Frank Schöbel (Amiga/BMG)
- 2003: Die DT 64 Story Vol.1 DT Metronom – Die Hits 1972-1979 mit Als die Sonne kam (Amiga/BMG)
- 2006: Die besten Songs aus DEFA-Filmen mit Chris Doerk & Frank Schöbel mit Fang doch den Sonnenstrahl im Duett mit Frank Schöbel (Amiga/SONY)
- 2007: Petite Fleuer – Die Solistenparty (Jazz, Easy Listening, Big Band, Swing) mit Duell (Amiga/SONY)
- 2010: Die schönsten Sommerhits aus der DDR mit Als die Sonne kam (Weltbild)
- 2011: Melodien für Millionen mit Als die Sonne kam (SONY MUSIC)

## Auszeichnungen und Preise
- 1967: 3. Preis beim Schlagerwettbewerb der DDR für den Titel Sag
- 1986: Heinrich-von-Kleist-Kunstpreis des Rates des Bezirkes Frankfurt (Oder)